# Hunger Games - La ballata dell'usignolo e del serpente
Hunger Games - La ballata dell'usignolo e del serpente (The Hunger Games: The Ballad of Songbirds and Snakes) è un film del 2023 diretto e co-prodotto da Francis Lawrence.
La pellicola è l'adattamento cinematografico dell'omonimo romanzo di fantascienza scritto da Suzanne Collins, prequel/spin-off di Hunger Games (2012) è ambientato in un futuro distopico postapocalittico ed è il quinto film del franchise di Hunger Games.

## Trama

### Parte I - Il Mentore
Nello Stato distopico e devastato dalla guerra di Panem, il capofamiglia della nobile famiglia Snow, il generale Crassus Snow, muore durante la prima guerra tra Capitol City e i dodici Distretti. Dieci anni dopo la fine del conflitto, il figlio diciottenne, Coriolanus Snow, è uno dei ventiquattro studenti dell'Accademia selezionati per fare da mentore a un tributo per la decima edizione degli Hunger Games; uno di loro potrà ricevere il premio Plinth, fino ad allora assegnato per meriti di studio . Coriolanus, che ha un estremo bisogno di ripristinare la prosperità della sua famiglia, decide di guadagnarsi a ogni costo la borsa di studio del premio, che gli sarebbe spettata secondo le regole precedenti. L'ideatore dei Giochi e rettore dell'Accademia, Casca Highbottom, consiglia ai mentori di concentrarsi sull'intrattenimento degli spettatori piuttosto che sul far vincere i Giochi ai loro tributi, con il fine ultimo di coinvolgere maggiormente gli spettatori di Capitol. Coriolanus viene assegnato come mentore al tributo femminile del Distretto 12, Lucy Gray Baird.
Durante la cerimonia del Reaping, la ragazza attira l'attenzione cantando sul palco dopo aver infilato un serpente nel vestito della figlia crudele del sindaco Lipp, Mayfair. I tributi vengono rinchiusi in un recinto dello zoo: mentre Coriolanus cerca di avvicinarsi e di avere un contatto con Lucy Gray, la mentore Arachne Crane provoca il proprio tributo, una ragazza del Distretto 10 di nome Brandy. Il tributo di Crane la uccide con la stessa bottiglia di vetro che Arachne stava usando per provocarla; i Pacificatori la giustiziano subito. Coriolanus guadagna la fiducia di Lucy Gray aiutandola a conquistare la simpatia dei cittadini, con grande dispiacere di Highbottom, il quale ha accoppiato Coriolanus con un tributo del debole Distretto 12 col proposito di farlo perdere.
Coriolanus propone alla Capo Stratega degli Hunger Games, la bizzarra e sadica dottoressa Volumnia Gaul, uno schema per aumentare l'audience basato sugli sponsor, in cui gli spettatori di Capitol City durante i Giochi potranno donare oggetti e ausili ai tributi tramite i loro mentori. Una compagna di classe di Coriolanus, Clemensia Dovecote, tenta di prendersi il merito della nuova idea, ma la dottoressa Gaul colloca il documento della proposta in una vasca di serpenti e incita  Clemensia a recuperarlo. Clemensia obbedisce, ma i serpenti sono geneticamente modificati perché non attacchino le persone il cui odore sia loro familiare. Poiché l'odore sul foglio non è idi Clemensia, i serpenti assalgono la giovane feriendola gravemente, confermando così che la proposta era opera di Coriolanus.
Durante il giro di ricognizione nell'Arena degli Hunger Games, esplodono alcune bombe preparate dai ribelli, che uccidono diversi mentori, tra cui il figlio del Presidente, Felix Ravinstill, e quattro tributi. Lucy Gray salva Coriolanus dalla caduta di alcuni detriti e per ringraziarla lui le regala del veleno per topi da usare come arma. 

### Parte II - Il Premio
I Giochi iniziano e diversi tributi muoiono già nel bagno di sangue iniziale. Lucy Gray fugge, nascondendosi in un tunnel di servizio con il suo compagno di Distretto, Jessup. Il ricco amico e compagno di Coriolanus, Seianus Plinth, inorridito per la crudeltà dei Giochi, si intrufola nell'Arena per piangere il suo tributo Marcus, un ex compagno di classe del Distretto 2. Nel frattempo, la dottoressa Gaul convince Coriolanus a recuperare Seianus dall'Arena; quando i tributi li attaccano, Coriolanus ne uccide uno brutalmente.
Il giorno seguente, Jessup attacca Lucy Gray a causa della rabbia contratta durante il viaggio in treno, ma Coriolanus lancia un drone carico d’acqua che lo allontana dalla ragazza, facendolo schiantare al suolo e uccidendolo. Lucy Gray diviene presto preda di un branco di tributi alleati, ma la ragazza riesce a mettersi in salvo. 
Per vendicare la morte di Felix, la dottoressa Gaul libera i suoi serpenti nell'Arena, con l’intenzione di uccidere tutti i tributi. Tuttavia, Lucy Gray viene risparmiata dai rettili perché Coriolanus riesce a mettere nascostamente un fazzoletto con l'odore della ragazza nella vasca dei serpenti. La dottoressa Gaul inizialmente rifiuta di dichiararla vincitrice, ma deve cedere alla pressante richiesta da parte degli spettatori di Capitol City. Dopo le celebrazioni per la vittoria, però, Highbottom affronta Coriolanus: il fazzoletto e il veleno usati per aiutare il suo tributo sono contrari alle regole dei Giochi. Come punizione, Snow viene inviato a servire vent'anni come Pacificatore in un distretto. Seianus si offre volontario come Pacificatore per unirsi a lui. 

### Parte III - Il Pacificatore
Coriolanus corrompe un ufficiale per essere trasferito al Distretto 12, dove lui e Seianus iniziano l'addestramento come Pacificatori. Dopo che un uomo viene impiccato, ispirando la canzone The Hanging Tree di Lucy Gray, Coriolanus e Seianus visitano il bar dove Lucy Gray si esibisce con i Covey, una band in tempo nomade ma ora confinata nel Distretto 12. Coriolanus sente Seianus che elabora un piano per aiutare i ribelli a fuggire, poi lo affronta e usa una ghiandaia chiacchierona per registrare la sua confessione, inviandola poi alla dottoressa Gaul. Coriolanus scopre poi Seianus a parlare con il ribelle Spruce, Billy Taupe, l'ex fidanzato di Lucy Gray, e la sua ragazza Mayfair, iniziando una lite. Coriolanus spara a Mayfair, uccidendolo, mentre Spruce ammazza Billy. Seianus e Spruce vengono successivamente impiccati per tradimento mentre Lucy Gray e Coriolanus scappano. Durante la fuga, Coriolanus rivela accidentalmente che è colpevole di tre omicidi. Lucy Gray, però, sapeva di solo due persone uccise da Coriolanus. Quando chiede chi sia la terza persona, Coriolanus afferma che ha ucciso il suo vecchio sé per nascondere la sua soffiata su Seianus, rinforzando i crescenti sospetti di lei. 
Diretto a nord, Coriolanus trova le armi di Spruce nascoste in una capanna vicino ad un lago. Lucy Gray finge di dover raccogliere delle radici di katniss e fugge dopo aver capito di non essere l'unica ragione che ha fermato Coriolanus dal tornare a Capitol City. Mentre Coriolanus la insegue, un serpente in trappola lo morde. Successivamente Coriolanus fa partire un colpo verso un movimento di passi e un urlo di ragazza risuona ma il corpo di Lucy non si trova, lasciando ignoto il destino della ragazza. Disorientato, spara con il suo fucile all'impazzata dopo aver sentito delle ghiandaie imitare la voce di Lucy Gray.
Coriolanus ritorna a Capitol City, dove la Dottoressa Gaul rivela di averlo congedato con onore e lo iscrive all'università. I genitori di Seianus, ignari che è stato lui ad aver causato la morte del figlio, lo hanno infatti reso il loro erede, ripristinando la ricchezza degli Snow. Coriolanus visita Highbottom, che confessa che i Giochi non erano mai stati concepiti per diventare realtà: erano semplicemente un'idea che aveva avuto da ubriaco e che il padre di Coriolanus aveva rubato, per cui aveva deciso di vendicarsi su Coriolanus per lo spargimento di sangue a cui indirettamente aveva dato vita il padre. Coriolanus uccide poi Highbottom mettendo del veleno nella sua scorta di morfamina. La scalata verso il potere del giovane Coriolanus è appena cominciata.

## Personaggi

### Principali
- Coriolanus "Coryo" Snow, interpretato da Tom Blyth: diciotto anni. Rampollo della casata Snow, ricca e influente prima della guerra. La sua battaglia giornaliera nel mantenere un’apparenza altolocata agli occhi dei compagni lo ha reso ingegnoso e astuto, disposto a tutto pur di risollevare se stesso e i suoi cari dalla miseria. Il suo iniziale e genuino desiderio di riscatto, scaturito dal trauma per la perdita prematura di entrambi i genitori, si tramuterà ben presto in cieca ambizione, che lo porterà a diventare uno spietato assassino gettando le basi per la rincorsa al potere supremo nei decenni a venire.
- Lucy Gray Baird, interpretata da Rachel Zegler: giovane cantante e musicista del Distretto 12, di cui diviene tributo e prima vincitrice. Fa parte dei Covey, un gruppo di musicisti itineranti confinati nel 12 durante i Giorni Bui. Orfana di entrambi i genitori, si guadagna da vivere esibendosi sul palco. Dal carattere estroso e spigliato, sa come intrattenere il pubblico. Nonostante l'apparenza gracile e innocua, si rivela capace di usare il suo charme a proprio vantaggio. Ha preso il nome da una vecchia ballata del poeta inglese William Wordsworth con protagonista una bambina dello stesso nome scomparsa misteriosamente in una tempesta di neve. Proprio come la bambina della ballata, Lucy Gray svanisce nei boschi senza lasciare traccia.
- Seianus Plinth, interpretato da Josh Andrés Rivera: compagno di classe di Coriolanus. È originario del Distretto 2, trasferitosi a Capitol City con la famiglia dopo la guerra. Nonostante viva nell'agio, disprezza Capitol, i suoi valori e gli Hunger Games, rendendosi impopolare agli occhi dei compagni di scuola. Sostiene la causa ribelle, arrivando a esprimere idee ritenute dai più radicali seppur con una certa ingenuità. Ritiene Coriolanus il suo unico amico.
- Tigris Snow, interpretata da Hunter Schafer: cugina di Coriolanus, dal carattere protettivo e uno spiccato talento per la moda. La sua indole generosa la porta a riconoscere i tributi come bambini innocenti e non belve, spronando Coriolanus a non seguire le orme del padre.
- Decano Casca "Cas" Highbottom, interpretato da Peter Dinklage: rettore dell'Accademia, ritenuto il creatore in persona degli Hunger Games. Dipendente dalla morfamina dalla prima edizione dei Giochi, cova un profondo rancore per gli Snow e quello che rappresentano.
- Dott. essa Volumnia Gaul, interpretata da Viola Davis: capostratega e scienziata membro del dipartimento della guerra. Si diletta nel causare la sofferenza altrui, purché con uno scopo ben preciso, nella convinzione che l’essere umano celi una natura intrinsecamente violenta e che questa vada esibita come monito per tutti. Strenua sostenitrice della lotta contro i ribelli e dei Giochi, prenderà il giovane Snow sotto la sua ala dopo averlo sottoposto a una serie di prove per testarne il carattere.
- Lucretius "Lucky" Flickerman, interpretato da Jason Schwartzman: presentatore del meteo e aspirante mago, incaricato di presentare per la prima volta nella storia i Giochi in diretta tv. Ha una personalità stravagante ed esibizionista, a tratti altezzosa e discriminatoria nei confronti dei distretti.

### Secondari
- Clemensia Dovecote, interpretata da Ashley Liao: compagna di banco di Coriolanus. Ragazza saccente e classista, disposta a tutto pur di fare bella figura. Mente alla dott. essa Gaul in merito alla stesura del compito di gruppo, finendo per essere morsa dai serpenti nella tanica. Il suo destino dopo tale avvenimento è ignoto nel film.
- Arachne Crane, interpretata da Lilly Cooper: studentessa altezzosa e scortese dell'Accademia, assegnata alla ragazza del Distretto 10, Brandy, che la uccide allo zoo dopo essere stata ripetutamente sbeffeggiata davanti alle telecamere.
- Festus Creed, interpretato da Max Raphael: amico di Coriolanus e mentore di Coral del Distretto 4. Deciso a ottenere il Premio Plinth pur non avendone effettivo bisogno, non è interessato a stabilire un rapporto con il suo tributo ma gli basta semplicemente farla apparire per le telecamere.
- Felix Ravinstill, interpretato da Aamer Husain: altro membro della cerchia di Snow e figlio del presidente in carica. Muore a giochi iniziati per le ferite riportate durante l'esplosione nell'arena.
- Mayfair Lipp: figlia del sindaco del Distretto 12, in accordo col fidanzato Billy Taupe convince il padre a truccare il sorteggio dei tributi alla Mietitura perché venga estratto il nome di Lucy Gray, ex ragazza di Billy. Lucy Gray si vendicherà infilandole un serpente nel vestito mentre si dirige al palco dove sono presentati i nuovi tributi. Nella terza parte del libro viene a conoscenza dei piani dei ribelli e minaccia di spifferarli a suo padre, così Coriolanus, terrorizzato dal rischio di finire accusato e impiccato, le spara uccidendola.
- Billy Taupe Clade, interpretato da Dakota Shapiro: ex innamorato di Lucy Gray, ora in una relazione con la spregevole figlia del sindaco, Mayfair Lipp, ed ex membro dei Covey. Sedicente ribelle con intenzioni pericolose, finisce per essere ucciso dal compagno Spruce durante un concerto al Forno.
- Maude Ivory Baird, interpretata da Vaughan Reilly: cugina di Lucy Gray (con la quale condivide uno stretto legame) e percussionista dei Covey.
- Signoranonna, interpretata da Fionnula Flanagan: nonna di Coriolanus e Tigris.
- Barb Azure Baird
- Clerk Carmine Clade
- Tam Amber
- Sindaco Lipp: sindaco del Distretto 12 e padre di Mayfair, da lei persuaso a truccare la Mietitura per far uscire il nome dell'odiata Lucy Gray Baird.
- Strabo Plinth: padre di Seianus Plinth, alla fine del libro dona a Coriolanus tutta la somma del premio da lui istituito, come riconoscimento per essere sempre stato vicino al figlio.
- Signora Plinth, detta 'Ma': madre di Seianus Plinth. Il figlio invocherà il suo nome mentre lo impiccheranno per tradimento.

### Tributi
- Jessup, interpretato da Nick Benson: compagno di Lucy Gray del Distretto 12 e alleato. Dal fisico possente e un cuore grande, dimostra da subito di voler proteggere Lucy Gray, ma una zoonosi contratta a causa di un morso di pipistrello lo fa uscire di senno, spingendolo addirittura ad attaccarla. Muore precipitando da una balaustra dopo essere stato colpito da una bottiglia d'acqua.
- Marcus, interpretato da Jerome Lance: distretto 2. Ex compagno di scuola di Seianus e descritto come il "meglio della nidata". Rifiuta da subito qualsiasi aiuto da parte del suo mentore. Tenta con successo la fuga dall'arena poco dopo le esplosioni, per poi essere ricatturato e appeso a una trave all'inizio dei Giochi. Viene ucciso da Lamina, che per pietà delle sue suppliche gli taglia la gola e ne recide i ceppi che lo tenevano sospeso, facendolo piombare al suolo.
- Coral, interpretata da Mackenzie Lansing: distretto 4. Tra i più agguerriti e in corsa per la vittoria. Abile nel maneggiare tridenti, prende subito di mira Lucy Gray, tentando di ucciderla diverse volte. Si scaglierà persino contro Coriolanus una volta che questi si è intrufolato nell'arena. Si classifica seconda, sopraffatta dai serpenti della dott.ssa Gaul. Nei suoi ultimi istanti di vita manifesta la sua frustrazione nell'aver ucciso inutilmente.
- Mizzen, interpretato da Cooper Dillon: distretto 4. Più giovane dei compagni ma non per questo meno agguerrito e letale. Abile nell'uso di reti da pesca per immobilizzare gli avversari. Fido alleato della compagna Coral, attacca Lucy Gray con una lancia nel tentativo di indirizzarla verso il resto del branco. Muore sopraffatto dai serpenti ibridi della dottoressa Gaul.
- Lamina, interpretata da Irene Boehm: distretto 7. Ha speso l'intero periodo prima dei Giochi in lacrime. Il primo giorno, tuttavia, riuscirà a uccidere Marcus per pietà, rimanendo in cima alla trave e ricevendo il primo dono (una bottiglia d'acqua) nella storia dei Giochi. Presa di mira da Coral, Mizzen, Tanner e il suo compagno di distretto Treech, muore per mano della prima.
- Treech, interpretato da Hiroki Berrecloth: ragazzo del Distretto 7, spesso soprannominato "boscaiolo". A differenza di Lamina, viene reclutato da Coral all’interno del branco, finendo per assistere alla morte brutale della compagna. Sul punto di braccare Lucy Gray, finisce per inalare il veleno per topi che la ragazza ha fatto cadere dal suo nascondiglio, morendo in pochi secondi.
- Bobbin, interpretato da Knox Gibson: distretto 8. Cerca di uccidere Seianus e Coriolanus mentre i due si dirigono all'uscita dell'arena, per essere poi brutalmente ucciso da quest'ultimo.
- Wovey, interpretata da Sofia Sanchez: distretto 8. Tra i tributi più giovani, rimane nascosta per l'intera durata dei Giochi. È la prima a essere sopraffatta dai serpenti ibridi nonostante Reaper le avesse intimato di scappare.
- Tanner, interpretato da Kjell Bruntscheidt: distretto 10. Assegnato alla mentore Domitia Whimsiwick. Viene reclutato nel branco di Coral per poi essere ucciso a tradimento dalla stessa dopo l'ennesimo tentativo fallito di stanare Lucy Gray.
- Reaper, interpretato da Dimitri Abold: distretto 11. Nonostante il potenziale da vincitore, dimostra scarso interesse nel prendere parte attiva nei Giochi ed è molto protettivo nei confronti della compagna di distretto Dill. Alla morte di Dill, Reaper crea un cimitero di fortuna raccogliendo i cadaveri dei caduti, coprendoli con una bandiera di Capitol e suscitando lo sdegno degli spettatori. Anche lui muore (a differenza del libro) lasciandosi sopraffare dai serpenti.
- Dill, interpretata da Luna Steeples: tributo femmina del Distretto 11, affetta da tubercolosi. Nonostante la protezione del compagno Reaper, finisce per bere una bottiglia d'acqua avvelenata da Lucy Gray, morendo subito dopo.

## Produzione
Nel mese di dicembre 2015 è stato confermato dalla Lionsgate che c'è l'intenzione di creare un prequel e un sequel della saga, nel quale verranno coinvolti anche alcuni personaggi dei precedenti film.
Nel mese di maggio 2020 è stato pubblicato da Suzanne Collins, il libro prequel e spin-off intitolato Ballata dell'usignolo e del serpente ambientato sessantacinque anni prima rispetto alle vicende della serie originale e racconta il trascorso giovanile di Coriolanus Snow, futuro presidente di Panem.
Nell'aprile 2020, Collins e Lionsgate hanno confermato che erano in corso gli incontri per lo sviluppo del film. È stato confermato il regista Francis Lawrence dopo il suo successo con la trilogia di Hunger Games. Lo sceneggiatore sarà Michael Arndt, con Nina Jacobson e l'autrice Suzanne Collins come produttori.
Il budget di produzione è di 100 milioni di dollari.

## Promozione

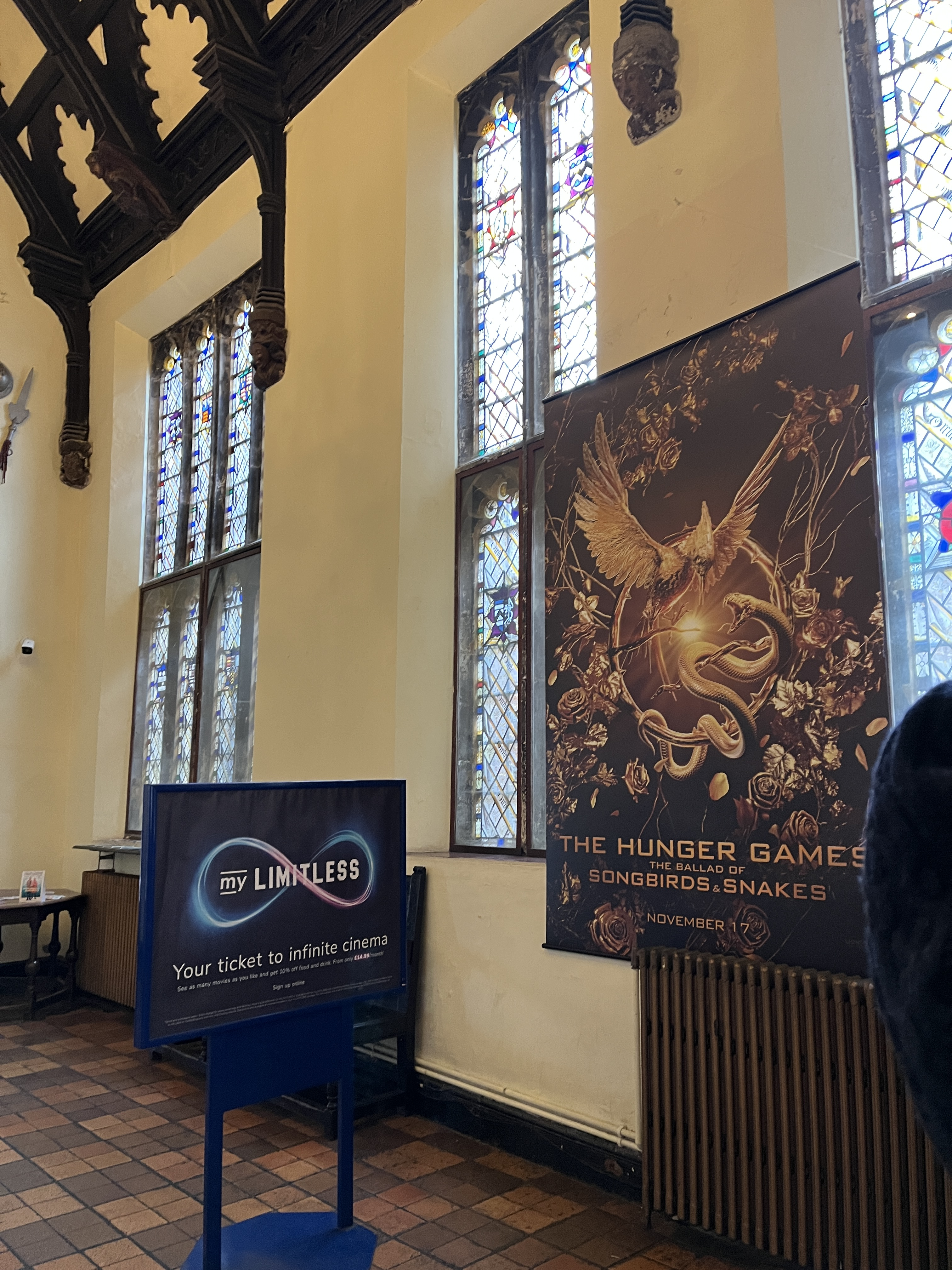
Poster promozionale del film

Il primo trailer è stato pubblicato il 27 aprile 2023. Il 21 settembre è stato diffuso un altro trailer.

## Distribuzione
Nell'aprile 2022 è stato annunciato al CinemaCom di Las Vegas che uscirà nelle sale cinematografiche statunitensi il 17 novembre 2023.
L'anteprima mondiale è avvenuta il 5 novembre 2023 al Lucca Comics & Games.
La distribuzione del film nelle sale statunitensi ha avuto luogo il 17 novembre 2023. Nelle sale italiane è uscito invece il 15 novembre.

## Accoglienza

### Incassi
Il film ha incassato nella settimana di apertura 44 milioni di dollari al botteghino nordamericano. In totale ha incassato 166350594 $ in Nordamerica e 182549425 $ nel resto del mondo, per complessivi 348900019 $. In Italia ha incassato 6044804 $ con 734667 presenze.

### Critica
Il film ha ricevuto recensioni generalmente positive da parte della critica cinematografica, non tuttavia eccellenti come gli altri capitoli della saga. Su Rotten Tomatoes ha una percentuale di gradimento del 64% basato su 238 recensioni con un voto medio di 6,4 su 10. Su Metacritic ottiene un punteggio di 54 su 100 basato su 53 recensioni.

## Sequel
Il 6 giugno 2024 è stato annunciato un nuovo libro e un nuovo film, dal titolo Hunger Games - L'alba sulla mietitura (The Hunger Games: Sunrise On The Reaping), ambientato durante il 2° Quarter Quell del mondo di Panem, 40 anni dopo gli eventi de La ballata dell'usignolo e del serpente e 24 anni prima degli eventi di Hunger Games. Il libro è uscito il 18 marzo 2025, mentre il film uscirà il 20 novembre 2026. Il regista Francis Lawrence, che ha diretto i quattro film precedenti, è entrato in trattative per dirigere il film. La regia di Lawrence viene confermata nel dicembre 2024.